# Шкотска национална лига дивизија 2
Шкотска национална лига дивизија 2 (енгл. Scottish National League Division Two) је трећи ранг рагби 15 такмичења у Шкотској.

## О такмичењу
Дакле, ово је трећи ранг клупског рагби 15 такмичења у Шкотској. Укупно учествује 12 аматерских рагби клубова, који имају прилику да се пласирају у другу лигу. На крају лигашког дела такмичења, две најбољепласиране екипе иду у виши ранг такмичења, а две последњепласиране екипе испадају у још нижи ранг.

## Историја
Трећа шкотска лига је мењала називе кроз историју.
Називи друге лиге
- 1974 - 2012. Дивизија 3
- 2015. - Национална лига дивизија 2

Списак победника треће шкотске лиге
- 1974. Килманрок
- 1975. Хајленд
- 1976. Хедингтон
- 1977. Престон лоџ
- 1978. Лејт академикалси
- 1979. Ројал хај скул
- 1980. Глазгов академикалси
- 1981. Хедингтон
- 1982. Ер
- 1983. Абердин
- 1984. Единбург вондерерси
- 1985. Маселбир
- 1986. Корстофин
- 1987. Кари
- 1988. Ланголм
- 1989. Киркелди
- 1990. Данди
- 1991. Пиблс
- 1992. Гренџемаут
- 1993. Хединтон
- 1994. Гордонијанси
- 1995. Ер
- 1996. Глазгов академикалси
- 1997. Киркелди
- 1998. Селкирк
- 1999. Пиблс
- 2000. Единбург академикалси
- 2001. Марифилд вондерерси
- 2002. Хјучесон
- 2003. Данди
- 2004. Единбург академикалси
- 2005. Карта квинс парк
- 2006. Хамилтон
- 2007. Хедингтон
- 2008. Хамилтон
- 2009. Киркалди
- 2010. Хилхед
- 2011. Вајткрегс
- 2012. Хау оф фајр
- 2015. Маселбир
- 2016. Хамилтон
- 2017. Карта квинс парк

## Учесници
- Абердиншир
- Бигар
- Дамфрис сеинтси
- ГХК
- Хамилтон
- Хау оф фајф
- Киркалди
- Ласвед
- Пиблси
- Престон лоџ
- Вест оф скотланд
- Вајткрегс